# Travisia filamentosa
Travisia filamentosa är en ringmaskart som beskrevs av Leon-Gonzalez 1998. Travisia filamentosa ingår i släktet Travisia och familjen Opheliidae. Inga underarter finns listade i Catalogue of Life.